# Afroamerikanische Literatur
Als Afroamerikanische Literatur ist die mündliche Überlieferung und die schriftliche Literatur von Afroamerikanern zu verstehen, die meist in den USA oder Kanada leben.
1619 treffen auf einem holländischen Piratenschiff die ersten zwanzig schwarzen Sklaven auf dem Gebiet der späteren USA ein, denen hunderttausende folgen. Das fortdauernde Trauma der Sklaverei sollte die afroamerikanische Literatur ebenso prägen wie der Kampf um soziale und politische Gleichstellung. Die Bedeutung der Literatur für diese Auseinandersetzungen erklärt sich insbesondere daraus, dass die Sklaverei mit der Dehumanisierung schwarzer Menschen gerechtfertigt wurde. Man leugnete teils ihre Vernunftbegabung, teils sprach man ihnen ab, Menschen mit einer Seele zu sein. So meint Thomas Jefferson in Notes on the State of Virginia, unter den Sklaven gebe es zwar viel Unglück, aber keine Poesie. Afroamerikanische Schriftsteller schreiben bis heute gegen diese intellektuelle Herabwürdigung an.